# WatchOS 2
watchOS 2 est le 2e système d'exploitation de l'Apple Watch. Il est développé par Apple Inc..
Comme toutes les autres versions de watchOS, ce système d’exploitation est basé sur iOS, ici iOS 9. watchOS 2 a été présenté lors de la WWDC 15, le 8 juin 2015 à San José,

## Fonctionnalités[3]

### Cadrans
On peut mettre des images de fond sur le cadran, comme la Tour Eiffel.

### Mode Réveil
On peut transformer son Apple Watch en réveille-matin.

### Application natives
On la possibilité aux développeurs de créer des applications natives sur l’Apple Watch. Sur la première version, l’Apple Watch n’affichait que des vues générées par l’iPhone et transmises à la montre.

### Siri
L’assistante Siri est amélioré sur l’Apple Watch: on peut lancer un entraînement de course. Siri peut aussi répondre à plusieurs questions.

### Messages
Apple a une nouvelle fonction DigitalTouch, ce qui permet de faire un dessin et ensuite l’envoyer à un correspondant.

### Mail
On a désormais la possibilité de répondre à un mail au poignée.

### Contacts
Avec watchOS 1, on pouvait voir 12 contacts sur l’écran. Avec watchOS 2, on peut désormais avoir deux fois plus d’amis que sur la version précédente.

## Compatibilité
La 2e version est compatible avec l’Apple Watch de première génération.